# Waipatiidae
Waipatiidae — вимерла родина дельфіновидих (Odontoceti), яка наразі відома з олігоцену Тихого океану та, можливо, Європи та Кавказу.

## Таксономія
Таксон Waipatiidae був створений Фордайсом (1994), щоб включити його новий таксон Waipatia, і він також вважав роди Microcetus, Sachalinocetus і Sulakocetus можливими Waipatiidae. Таксон "Prosqualodon" marplesi був визнаний у 2010-х роках як член Waipatiidae і отримав власний рід, Otekaikea.